# Gangan Comics
Gangan (ガンガン, Gangan) is een manga imprint van Square Enix Holdings. De imprint bestond al voordat Enix fuseerde met Square. Het publiceert manga in verschillende tijdschriften, die gericht zijn op verschillende doelgroepen in de Japanse markt. De tijdschriften hebben populaire manga gepubliceerd, die later grote animeseries werden, zoals Fullmetal Alchemist, Moribito: Guardian of the Spirit, Nabari no Ou, Inu x Boku SS, en Soul Eater. De strips worden vervolgens verzameld in paperbacks, die worden uitgegeven onder namen als Gangan Comics (ガンガンコミックス, Gangan Komikkusu), Gangan Comics Joker (ガンガンコミックスJOKER, Gangan Komikkusu Jōkā) en Young Gangan Comics (ヤングガンガンコミックス, Yangu Gangan Komikkusu), die aangeven uit welk tijdschrift de strips komen. Deze namen worden gevormd door maandblad (月刊, Gekkan, monthly publication) of jongen (少年, Shōnen, boy) uit de naam te verwijderen en Comics (コミックス, Komikkusu) na het woord "Gangan" te plaatsen.

## Tijdschriften

### Monthly Shōnen Gangan(sinds 1991)
Monthly Shōnen Gangan (月刊少年ガンガン, Gekkan Shōnen Gangan) is een maandelijks tijdschrift dat regelmatig meer dan 600 pagina's heeft. Shōnen Gangan werd in 1991 door Enix op de markt gebracht om de strijd aan te gaan met tijdschriften als Shōnen Magazine, Shōnen Jump en Shōnen Sunday, en is gericht op jongens en jonge mannen ("Shōnen" betekent jonge jonge of jonge man). De manga in het tijdschrift bevat vooral veel actie en avontuur; ook komen er vaak sciencefiction en fantasy element in de verhalen voor. Square Enix geeft ook de vergelijkbare tijdschriften Gangan YG en Monthly Gangan Wing uit.
Lopende manga:
- Banoten! (Taichi Kawazoe)
- Chichi to Ko (Uchiko)
- Final Fantasy Type-0 (Takatoshi Shiozawa)
- Final Fantasy Type-0 Gaiden: The Icy Blade of Death (Takatoshi Shiozawa)
- Gochisō Cinema Shita!! (Ikaring)
- Im (Makoto Morishita)
- Isoshime! Nioka Sensei (Junichi Odaka)
- Kiyomura-kun to Sugi Kouji-kun (Mashihiro Totsuka)
- Kurenai Ouji (Souta Kuwabara)
- Material Puzzle (Masahiro Totsuka)
- Nagasarete Airantō (Takeshi Fujishiro)
- Ore no Kanojo ni Nanika Youkai (Karino Takatsu)
- Sukedachi Nine (Seishi Kishimoto)
- Toaru Majutsu no Index (Kazuma Kamachi, Chuuya Kogino)
- Today's Cerberus (Ato Sakurai)

Manga en series die ooit verschenen zijn:
- 666 Satan (O-Parts Hunter) (Seishi Kishimoto)
- Akuma Jiten (Shinya Suyama)
- B. Ichi (Atsushi Okubo)
- Blade Sangokushi (Ryuunosuke Ichikawa, Taiyou Makabe)
- Blast of Tempest (Kyō Shirodaira, Ren Saizaki)
- Bloody Cross (Yoneyama Shiwo)
- Choko Beast!! (Rin Asano)
- Code Age Archives (Yusuke Naora)
- Corpse Princess (Yoshiichi Akahito)
- Doubt (Yoshiki Tonogai)
- Dragon Quest: Eden no Senshitachi (Kamui Fujiwara)
- Dragon Quest Monsters + (Mine Yoshizaki)
- Dragon Quest Retsuden: Roto no Monshō  (Kamui Fujiwara)
- Final Fantasy Crystal Chronicles: Hatenaki Sora no Mukou ni (Ryunosuke Ichikawa)
- Fullmetal Alchemist (Hiromu Arakawa)
- Guardian Eito (Mine Yoshizaki)
- Guardian of the Spirit (Nahoko Uehashi, Kamui Fujiwara)
- Handa-kun (Satsuki Yoshino)
- Haré+Guu (Jungle wa Itsumo Hare nochi Gū & Hare Guu) (Renjuro Kindaichi)
- Hazama no Uta (Kaishaku)
- Heroman (Stan Lee, Tamon Ōta)
- Jūshin Enbu (Hiromu Arakawa) (originally Gangan Powered)
- Hidamari no Pinyu (Misaki Ogawa)
- Flash! Funny-face Club (Motoei Shinzawa)
- It's a Wonderful World (Shiro Amano)
- Judge (Yoshiki Tonogai)
- Kingdom Hearts (Shiro Amano)
- Kingdom Hearts: Chain of Memories (Shiro Amano)
- Kingdom Hearts 358/2 Days (Shiro Amano)
- Kingdom Hearts II (Shiro Amano)
- Luno (Kei Toume)
- Maboroshi no Daichi (Masomi Kanzaki)
- Mahōjin Guru Guru (Hiroyuki Etou)
- Mamotte Shugogetten (Minene Sakurano)
- Matantei Loki (Sakura Kinoshita)
- Megalomania (Daisuke Hiyama)
- Meteo Emblem (Park Sung-woo)
- Ninpen Manmaru (Mikio Igarashi)
- Onikiri-sama no Hakoiri Musume (Akinobu Uraku)
- Ousama no Mimi Okonomimi (Kei Natsumi)
- Papuwa & Nangoku Shōnen Papuwa-kun (Ami Shibata)
- Peace Maker (Nanae Chrono)
- Phantom Dead or Alive (Michiaki Watanabe)
- Red Raven (Shinta Fujimoto)
- Saga of Queen Knight (Tomohiro Shimomura)
- Shugen Byakuryū Rubikura (Ryūsuke Mita)
- Soul Eater (Atsushi Okubo)
- Soul Eater Not! (Atsushi Okubo)
- Spiral: Suiri no Kizuna (Eita Mizuno, Kyo Shirodaira)
- Spiral Alive (Eita Mizuno, Kyo Shirodaira)
- Star Ocean: Blue Sphere (Aoi Mizuki)
- Star Ocean: The Second Story (Mayumi Azuma)
- Star Ocean: Till the End of Time (Akira Kanda)
- Straykeys (Tarō Yuzunoki)
- The Comic Artist and Assistants (Hiroyuki)
- Tozasareta Nerugaru (Rumi Aruma)
- Tokyo Fantasy Gakuen Yuushaka: Rua no Noel (Kaishaku)
- Tokyo Underground (Akinobu Uraka)
- Totsugeki! Papparatai (Natsuki Matsuzawa)
- Tripeace (Maru Tomoyuki)
- Twin Signal (Sachi Oshimizu)
- UFO Ultramaiden Valkyrie (Kaishaku)
- Umineko no Naku Koro Ni: Episode 07 - Requiem of the Golden Witch (Ryukishi07, Eita Mizuno)
- Vampire Juuji Kai (Yuri Kimura, Kyo Shirodaira)
- Violinist of Hameln (Michiaki Watanabe)
- Watashi no Messiah-sama (Suu Minazuki)
- Z MAN (Hideaki Nishikawa)

### Monthly GFantasy(sinds 1993)
Monthly GFantasy (月刊Gファンタジー, Gekkan Jī Fantajī), ook bekend als Gangan Fantasy, is een Japans shōnen manga-tijdschrift, dat wordt uitgegeven door Square Enix. De manga vindt vaak plaats in een fantasy setting met grote hoeveelheden bovennatuurlijke thema's en veel actie- en horrorscenes.
Gepubliceerde manga:
- 10-4 (Hashiba Maki)
- Aoharu x Machinegun (NAOE) (nog bezig)
- Black Butler (Yana Toboso) (nog bezig)
- Crimson-Shell (Jun Mochizuki) (afgerond)
- Cuticle Detective Inaba (Mochi) (afgerond)
- D-Drops (Seana)
- Daisuke! (Hasu Kikuzuki)
- Dazzle (Minari Endō) (overgegaan naar Monthly Comic Zero Sum op 28 juni 2002)
- Devil Survivor 2: The Animation (Makoto Uezu) (afgerond)
- Durarara!! (Ryohgo Narita)
- E's (Satoru Yuiga) (afgerond)
- Fire Emblem: Ankoku Ryū to Hikari no Ken (Maki Hakoda)
- Fire Emblem: Gaiden (Maki Hakoda)
- Fire Emblem: Seisen no Keifu (Nattu Fujimori)
- Fire Emblem: Thracia 776 (Yūna Takanagi)
- Gestalt (Yun Kōga) (afgerond)
- Higurashi no Naku Koro ni: Minagoroshi-hen (Hinase Momoyama, Ryukishi07)
- Higurashi no Naku Koro ni: Tatarigoroshi-hen (Jiro Suzuki, Ryukishi07)
- Higurashi no Naku Koro ni: Yoigoshi-hen (Side story) (Mimori, Ryukishi07)
- Horimiya (HERO, Daisuke Hagiwara)
- I, Otaku: Struggle in Akihabara (Sōta-kun no Akihabara Funtōki) (Jiro Suzuki) (afgerond)
- Kamiyomi (Ami Shibata)
- Kimi to Boku (Kiichi Hotta) (nog bezig)
- Lammermoor no Shōnen Kiheitai (Nana Natsunishi)
- The Legend of Zelda: A Link to the Past (Ataru Cagiva)
- The Legend of Zelda: Link's Awakening (Ataru Cagiva)
- Mahōka Kōkō no Rettōsei (Fumino Hayashi) (nog bezig)
- Monokuro Kitan (Kusu Rinka)
- Nabari no Ou (Yuhki Kamatani) (afgerond)
- Pandora Hearts (Jun Mochizuki) (afgerond)
- Pani Poni (Hekiru Hikawa) (afgerond)
- The Royal Tutor (Higasa Akai) (nog bezig)
- Saiyuki (Kazuya Minekura) (afgerond)
- Switch (naked ape) (afgerond)
- Teiden Shōjo to Hanemushi no Orchestra (Ninomiya Ai)
- Torikago Gakkyuu (Shin Mashiba)
- Yumekui Kenbun (Shin Mashiba) (afgerond)
- Zombie-Loan (Peach-Pit) (afgerond)

### Young Gangan(sinds 2004)
Young Gangan (ヤングガンガン, Yangu Gangan) is een Japans seinen manga-tijdschrift dat twee keer per maand wordt gepubliceerd door Square Enix, op de eerste en derde vrijdag. Het tijdschrift werd voor het eerst gepubliceerd op 3 december 2004.
Gepubliceerde manga:
- Amigo x Amiga (Takahiro Seguchi)
- Arakawa Under the Bridge (Hikaru Nakamura)
- Astro Fighter Sunred (Makoto Kubota)
- Bamboo Blade (Aguri Igarashi, Masahiro Totsuka) (afgerond)
- Bitter Virgin (Kei Kusunoki) (afgerond)
- Black God (Sung-Woo Park, Dall-Young Lim) (afgerond)
- Darker than Black: Shikkoku no Hana (Yūji Iwahara)
- Dimension W (Yūji Iwahara) (overgeheveld naar Monthly Gangan in november 2015)
- Dōsei Recipe (Towa Oshima)
- Donyatsu (Yūsuke Kozaki)
- Drop Kick
- Front Mission Dog Life and Dog Style/Front Mission The Drive (Yasuo Otagaki)
- Fudanshism (Morishige)
- Hanamaru Kindergarten (Yuto) (afgerond)
- Hohzuki Island (Sanbe Kei) (afgerond)
- Iroha-saka, Agatte Sugu (Yuto)
- Jackals (Kim Byung Jin, Shinya Murata) (afgerond)
- The Comic Artist and Assistants (Hiroyuki)
- The Comic Artist and Assistants 2 (Hiroyuki)
- Manhole (Tsutsui Tetsuya) (afgerond)
- Mononoke (Ninagawa Yaeko) (afgerond)
- Mouryou no Yurikago (manhua) (Sanbe Kei)
- Nikoichi (Renjuro Kindaichi)
- Rinne no Lagrange - Akatsuki no Memoria (Yoshioka Kimitake)
- Saki (Ritsu Kobayashi) (nog bezig)
- Sekirei (Ashika Sakura) (afgerond)
- Shishunki no Iron Maiden (Watanabe Shizumu) (nog bezig)
- Space☆Dandy (Masafumi Harada), (Park Sung-woo), (RED ICE)
- Sumomomo Momomo (Shinobu Ohtaka) (afgerond)
- The iDOLM@STER Cinderella Girls Ensemble!, Sadoru Chiba & Haruki Kashiba (nog bezig)
- Übel Blatt (Etorouji Shiono) (nog bezig)
- Übel Blatt Gaiden (Etorouji Shiono)
- Umeboshi (Maya Koikeda)
- Until Death Do Us Part (manga) (DOUBLE-S, Hiroshi Takashige) (afgerond)
- Violinist of Hameln: Shchelkunchik (Michiaki Watanabe) (afgerond)
- Working!! (Karino Takatsu)
- Kiba no Tabishounin (Park Joong-Gi), (Nanatsuki Kyouchi)

### Gangan Online(sinds 2008)
Gangan Online (ガンガンオンライン, Gangan Onrain) is een gratis webtijdschrift dat wordt gepubliceerd en bijgehouden door Square Enix. Het online tijdschrift verscheen voor het eerst op 2 oktober 2008.
Gepubliceerde manga:
- Adachi to Shimamura (Author:Mani, artist: Non) (Manga adaption started in 2016)
- Ai wa Noroi no Nihon Ningyou (Kiki Suihei)
- Alba Rose no Neko (KARASU)
- Asao-san to Kurata-kun (Hero)
- Amanonadeshiko (Haruka Ogataya)
- Aphorism (Karuna Kujo) (origineel Gangan Wing)
- Barakamon (Satsuki Yoshino) (nog bezig)
- Buyuuden Kita Kita (Hiroyuki Etou)
- Chokotto Hime (Ayami Kazama) (origineel Gangan Wing)
- Cyoku! (Nico Tanigawa)
- Daily Lives of High School Boys (Yamauchi Yasunobu) (afgerond)
- Day Break Illusion (Kōki Katō) (afgerond)
- En Passant  (Taro Yuzunoki)
- Esoragoto (usi)
- Hayachine! (Aiko Fukumorita) (afgerond)
- Hori-san to Miyamura-kun Omake (HERO) (nog bezig)
- Hyakuen! (Ema Tōyama)
- Life is Money (auteur Asaniji Teru, kunstenaar Yaguraba Tekka)
- Karasu-tengu Ujyu (Iwanosuke Neguragi)
- Kitakubu Katsudō Kiroku (Kuroha)
- Kyou mo Machiwabite (Ichi Saeki)
- Kyousou no Simulacra (Hideaki Yoshimura)
- Monthly Girls' Nozaki-kun (Izumi Tsubaki) (nog bezig)
- The Morose Mononokean (Kiri Wazawa) (nog bezig)
- No Matter How I Look at It, It's You Guys' Fault I'm Not Popular! (Nico Tanigawa) (nog bezig)
- Oji-chan Yuusha (Tarou Sakamoto)
- Pochi Gunsō (Mao Momiji, Akira)
- Princess of Mana (Seiken Densetsu: Princess of Mana) (Satsuki Yoshino) (origineel Gangan Powered) (afgerond)
- Ryuushika Ryuushika (Yoshitoshi ABe)
- Seitokai no Wotanoshimi. (Marumikan)
- Sengoku Sukuna (Nekotama.)
- Shikisou (Akira Kanda)
- Shougakusei Host Pochi (Saori)
- Sougiya Riddle (Akai Higasa.)
- The iDOLM@STER Cinderella Girls Shuffle!!, Kouka Mijin (nog bezig)
- Tokyo Innocent (Naru Narumi) (originally Gangan Wing)
- Wa! (Akira Kojima)
- RealPG (Yuki Domoto)

### Gangan Joker(sinds 2009)
Monthly Gangan Joker (月刊ガンガンJOKER, Gekkan Gangan Joker) is een Japans shōnen manga-tijdschrift, dat voor het eerst door Square Enix werd uitgegeven op 22 april 2009.
Gepubliceerde manga:
- Akame ga Kill! (Takahiro, Tetsuya Tashiro) (afgerond)
- Book Girl and the Suicidal Mime (Rito Kōsaka) (origineel Gangan Powered)
- Book Girl and the Famished Spirit (Rito Kōsaka)
- Corpse Party: Blood Covered (Team Guriguri, aangepast door Toshimi Shinomiya) (origineel Gangan Powered)
- Dusk Maiden of Amnesia (Maybe) (afgerond)
- Damekko Kissa Dear (Ryōta Yuzuki)
- Eighth (Izumi Kawachi)
- Grimgar of Fantasy and Ash (Mutsumi Okubashi)
- Gugure! Kokkuri-san (Midori Endō) (afgerond)
- Himawari (Blank-Note, aangepast door Daisuke Hiyama)
- Inu x Boku SS (Cocoa Fujiwara) (afgerond)
- Kakegurui - Compulsive Gambler (Tōru Naomura, Homura Kawamoto) (nog bezig)
- Love x Rob x Stockholm (Hiroki Haruse)
- Manabiya (Akira Kojima)
- Natsu no Arashi! (Jin Kobayashi) (origineel Gangan Wing) (afgerond)
- NEET Princess Terrass (Tomohiro Shimomura)
- One Week Friends (Matcha Hazuki)
- Ore no Kanojo to Osananajimi ga Shuraba Sugiru (Nanasuke)
- Prunus Girl
- rail aile bleue (Kazuyoshi Karasawa)
- Satsui no Senki (Kobayashi Daiki)
- Sengoku Strays (Shingo Nanami) (origineel Gangan Wing)
- My Bride Is a Mermaid (Tahiko Kimura) (origineel Gangan Wing) (afgerond)
- Shinigami-sama ni Saigo no Onegai wo (YAMAGUCHI Mikoto)
- Shitsurakuen (Tōru Naomura) (afgerond)
- The Case Study of Vanitas (Jun Mochizuki) (nog bezig)
- The iDOLM@STER Cinderella Girls New Generations, namo (nog bezig)
- Today's Great Satan II (Yūichi Hiiragi)
- Umineko no Naku Koro ni (Kei Natsumi, Ryukishi07) (Origineel Gangan Powered)
- Watashi no Tomodachi ga Motenai no wa dō Kangaetemo Omaera ga Warui. (Nico Tanigawa)
- Yandere Kanojo (Shinobi)

### Monthly Big Gangan(sinds 2010)
Monthly Big Gangan is een seinen manga-tijdschrift van Square Enix.
Gepubliceerde manga:
- ACCA: 13-ku Kansatsu-ka (Ono Natsume) (afgerond)
- Bamboo Blade C (Takao Jingu) (kunstenaar) (Totsuka Masahiro) (schrijver) (afgerond)
- Dimension W (Yūji Iwahara) (overgekomen van Monthly Gangan in november 2015) (nog bezig)
- Goblin Slayer (Kurose Kousuke) (kunstenaar) (Kagyuu Kumo) (schrijver) (nog bezig)
- Ginsai no Kawa (Kurata Uso) (kunstenaar) (Kayashima Nozomi) (schrijver) (afgerond)
- Akame ga Kill! Zero (Toru Kei) (kunstenaar) (Takahiro) (schrijver) (nog bezig)
- Songuri! (Fujisaki Yuu) (afgerond)
- Candy Pop Nightmare (Hikawa Hekiru) (afgerond)
- Tohyo Game: One Black Ballot to You (Tatsuhiko) (kunstenaar) (G.O. en Chihiro) (schrijvers) (afgerond)

## Gestopte tijdschriften

### Gangan Powered(2001 – 2009)
Gangan Powered (ガンガンパワード, Gangan Pawādo) was een Japans shōnen/seinen manga-tijdschrift dat werd uitgegeven door Square Enix. De laatste uitgave van het tijdschrift was die van april 2009 die werd verkocht op 21 februari 2009. Het tijdschrift werd vervolgens vervangen door Gangan Joker.
Gepubliceerde manga:
- Blan no Shokutaku ~Bloody Dining~ (Tsubasa Hazuki, Shogo Mukai) (afgerond)
- Book Girl and the Suicidal Mime (Miho Takeoka)
- Final Fantasy XII (Gin Amou)
- Jūshin Enbu (Hiromu Arakawa)
- HEAVEN (Aoi Nanase) (completed)
- Higurashi no Naku Koro ni: Onikakushi-hen (afgerond), Tsumihoroboshi-hen (afgerond), en Matsuribayashi-hen (Karin Suzuragi, Ryukishi07)
- He Is My Master (Asu Tsubaki, Mattsu)
- Kimi to Boku (Kiichi Hotta)
- Nusunde Ri-Ri-Su (Tinker)
- Princess of Mana (Seiken Densetsu: Princess of Mana) (Satsuki Yoshino)
- Shining Tears (Akira Kanda) (afgerond)
- Superior (Ichtys)
- Umineko no Naku Koro ni (Kei Natsumi, Ryukishi07)

### Monthly Gangan Wing(1996 – 2009)
Monthly Gangan Wing (月刊ガンガンWING, Gekkan Gangan Wing) was een Japans shōnen manga-tijdschrift dat werd uitgegeven door Square Enix. De laatste uitgave was die van mei 2009, die werd verkocht op 21 maart 2009. Het tijdschrift werd vervangen door Gangan Joker.
Gepubliceerde manga:
- Alice on Deadlines (Shiro Ihara)
- Brothers (Yoshiki Naruse)
- Aphorism (Karuna Kujo)
- Ark (Nea Fuyuki)
- dear (Cocoa Fujiwara)
- Chokotto Hime (Ayami Kazama)
- Enchanter (Izumi Kawachi)
- Fire Emblem Hikari wo Tsugumono (Nea Fuyuki)
- Higurashi no Naku Koro ni: Watanagashi-hen en Meakashi-hen (Yutori Hōjō, Ryukishi07)
- Ignite (Sasa Hiiro)
- Kon Jirushi (Toyotaro Kon)
- Mahoraba (Akira Kojima)
- Majipikoru (Kanoto Kinatsu)
- Natsu no Arashi! (Jin Kobayashi)
- NecromanciA (Hamashin)
- Otoshite Appli Girl (Kako Mochizuki)
- Sai Drill (Izumi Kawachi)
- Sengoku Strays (Shingo Nanami)
- My Bride Is a Mermaid (Tahiko Kimura)
- Stamp Dead (Kanoto Kinatsu)
- Shyo Shyo Rika (Takumi Uesugi)
- Tales of Eternia (Yoko Koike) (completed)
- Tenshou Yaoyorozu (Kanoto Kinatsu)
- Tokyo Innocent (Naru Narumi)
- Vampire Savior: Tamashii no Mayoigo (Mayumi Azuma) (afgerond)
- Warasibe (Satoru Matsuba)
- Watashi no Messiah-sama (Suu Minazuki)
- Watashi no Ookami-san (Cocoa Fujiwara)